# East South Central states

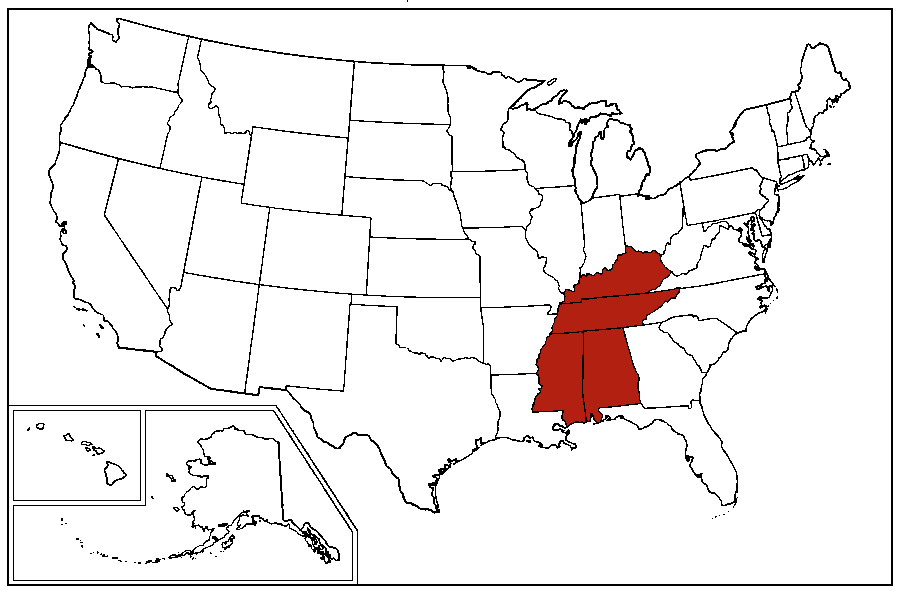
East South Central states

Die East South Central states (oder East South Central Division) bilden eine der neun geografischen Unterteilungen innerhalb der Vereinigten Staaten, die vom United States Census Bureau offiziell anerkannt sind. Die Staaten der Division gehören zu den Südstaaten.
Vier Staaten bilden die Division: Alabama, Kentucky, Mississippi und Tennessee. Die Division ist eine von dreien, die zusammen die größere Region des Census Bureau bilden, die als Süden bekannt ist (die beiden anderen sind die South Atlantic states und die West South Central states).
Die East South Central States bilden den Kern von Old Dixieland. Viele der ärmsten und rückständigsten Gebiete des Landes befinden sich in der Region. Es gibt allerdings auch einige wirtschaftlich dynamische Städteregionen wie Memphis in Tennessee.